# Limosina unica
Limosina unica är en tvåvingeart som beskrevs av Papp 1973. Limosina unica ingår i släktet Limosina och familjen hoppflugor. Inga underarter finns listade i Catalogue of Life.